# بازاریابی بین‌المللی
بازاریابی بین المللی یا بازاریابی جهانی، (به انگلیسی :Global marketing)؛ به کارگیری اصول بازاریابی در بیش از یک کشور و فراسوی مرزهای ملی توسط شرکت ها و بنگاه های اقتصادی است. امروزه بازار های بین‌المللی با تغییر در تکنیک‌ها، روش ها و شیوه‌های بازرگانی متحول شدند. این تغییرات با فناوری‌های پیشرفته و روابط اقتصادی در حال توسعه بین شرکت‌ها و سازمان‌های درگیر در بازرگانی بین‌المللی تقویت و تکمیل گردیده است.بازاریابی بین المللی در ساده‌ترین سطح خود فرایندی است که در آن یک شرکت تجاری باید در مورد آمیخته بازاریابی خود در ورای مرزهای کشورش تصمیم‌گیری کند. پیچیده‌ترین سطح آن شامل ایجاد واحد تولیدی و هماهنگ‌ کردن استراتژی بازاریابی شرکت در سراسر جهان می‌باشد.
طبق تعریفی دیگر، بازاریابی بین‌المللی عبارت است از انجام فعالیت‌های تجاری برای رساندن کالا و خدمات یک شرکت به مشتریان یا مصرف‌کنندگان خود در بیش از یک کشور، به منظور کسب سود.
مراحل و اصول بازاریابی جنبه استاندارد و عمومی دارند و در همه بازارها و کشورها قابل اجرا هستند. تنها وجه تمایز بازاریابی داخلی و بازاریابی بین‌المللی در حوزه فعالیت آنهاست. همین تفاوت مهم مبحث جدید بازاریابی بین‌المللی را به وجود می‌آورد که از جمله مسائل مورد توجه در آن، آگاهی از مسائل کشور (های) دیگر، اتخاذ استراتژی‌های مناسب برای ورود به کشورها و بازارهای مختلف و انجام اقدامات خاص در بازارهایی است که برای خارجیان تا حدی با اطمینان کمتر و ریسک بالاتر همراه است.

## حیطه عمل بازاریابی بین‌المللی
حیطه عمل در بازاریابی به‌طور کلی به دو بخش قابل کنترل و غیرقابل کنترل تقسیم‌بندی می‌گردد. عوامل قابل کنترل شامل سیاست‌های کالا و خدمات، برنامه فروش، قیمت‌گذاری و توزیع است که آمیخته بازاریابی شرکت نام دارد و مستقیماً تحت کنترل و برنامه‌ریزی خود شرکت است. شرکت می‌تواند بر اساس شرایط رقابتی بازار، محدودیت‌های قانونی، سلایق مصرف‌کنندگان و استراتژی خود برنامه آمیخته بازاریابی را تدوین و اجرا کند.
عوامل غیرقابل کنترل در بازاریابی بین‌المللی خود به دو بخش داخلی و خارجی تقسیم می‌شود.
در بخش داخلی سیاست‌های کلی دولت، ساختار قانونی و شرایط اقتصادی از جمله عوامل غیرقابل کنترل شرکت هستند. در بخش خارجی این شرایط برای هر کشوری می‌تواند متفاوت یا حتی کاملاً در تضاد باشد. اوضاع سیاسی، اقتصادی، سطح تکنولوژی، جغرافیا و فرهنگ از این قبیل عوامل به‌شمار می‌آیند.

## تحلیل محیط بین‌المللی

### محیط اقتصادی
از بین همه عوامل غیرقابل کنترل در حیطهٔ بازاریابی بین‌المللی، محیط اقتصادی اهمیت به سزایی دارد. زمینه‌های مورد مطالعه برای بازاریابان بین‌المللی در محیط اقتصادی:
جغرافیای اقتصادی، مطالعهٔ عوامل جغرافیایی از قبیل آب و هوا، مردم، صنایع و منابع طبیعی یک کشور یا منطقه را شامل می‌شود که همگی به عنوان عوامل تٱثیرگذار بر تٱمین نیازهای هر جامعه‌ای هستند و به همین دلیل شناخت آن‌ها برای بازاریابی‌المللی حائز اهمیت است.
روندها و منحنی جمعیتی جهان، از حیث ارزیابی تقاضای بالقوه مصرف‌کنندگان مطالعه می‌گردد. میزان جمعیت، نرخ رشد جمعیت، هرم جمعیتی و نیز درصد جمعیت روستایی و شهرنشین معیارهایی برای تعیین سطح تقاضا برای کالا و خدمات در هر کشور است.
مراحل توسعهٔ اقتصادی، در هر کشور عامل محیطی مهمی است که مطالعهٔ آن می‌تواند در ایجاد یک تصویر کلی از میزان پیشرفت اقتصادی یک کشور و نیز مشخص کردن سمت و سوی موقعیت‌های سرمایه‌گذاری در آن کشور به بازاریابان بین‌المللی کمک کند. یکی از معروف‌ترین مدل‌های ارائه شده از تقسیم‌بندی مراحل توسعه مربوط به والت روستو است:
مرحلهٔ اول: جامعهٔ سنتی
مرحلهٔ دوم: مرحلهٔ قبل از جهش
مرحلهٔ سوم: مرحلهٔ جهش
مرحلهٔ چهارم: بلوغ
مرحلهٔ پنجم: مرحلهٔ مصرف انبوه

#### شاخصهای اقتصادی
شرکتها برای کسب اطلاعات مربوط به اقتصاد کشورهای مختلف از شاخص‌های اقتصادی آن کشور استفاده می‌کنند. میزان شاخص‌های اقتصادی کشورهای مختلف را سازمان‌هایی مانند اتاق بازرگانی، سازمان ملل، بانک جهانی، صندوق بین‌المللی پول و سازمان توسعهٔ اقتصادی ارائه می‌دهند. مهم‌ترین این شاخص‌ها عبارتند از:
- تولید ناخالص ملی
- توزیع درآمد
- نرخ ارز
- نرخ تورم
- نرخ بهرهٔ بانک‌ها
- حجم سرمایه‌گذاری خارجی و داخلی
- مصرف سرانه

### فرهنگ
بازارها در کشورهای مختلف تحت تأثیر عوامل مختلفی قرار می‌گیرند. یکی از مهم‌ترین این عوامل فرهنگ است. پیشرفت یک بازاریابی بین‌المللی موفق در گرو درک و شناخت کامل تفاوت‌هایی است که در کشورهای مختلف جهان و فرهنگهای مختلف آن‌ها وجود دارد.
فرهنگ یک کل پیچیده است از دانایی، اعتقادات، هنر، اخلاق، رسوم و هر گونه قابلیت و عادت‌هایی از افراد به عنوان عضوی از یک جامعه که در رفتار مصرف‌کنندگی فرد تٱثیرگذار است. کل پیچیده به این معنی است که فرهنگ یک سیستم با اجزایی وابسته به هم است که همین امر شناخت آن را بسیار دشوار می‌سازد.
عوامل اجتماعی و فرهنگی تمامی جنبه‌های رفتار مصرف‌کننده و خریدار را تحت تأثیر قرار داده و توجه به تفاوت این عوامل در نقاط مختلف جهان در طراحی و اجرای استراتژی‌های بازاریابی برای شرکت‌ها بسیار مهم و حیاتی است.
تفاوت در زبان‌ها، باعث تغییر منظورِ یک شعار تبلیغاتی می‌گردد یا تفاوت در ساختار فرهنگ‌ها باعث می‌شود که یک کالا نیازهای درجات مختلف افراد آن جامعه را برآورده سازد. یک چرخ خیاطی در یک فرهنگ ممکن است به عنوان یک دستگاه سرگرم‌کنندهٔ به‌دردبخور و در فرهنگ دیگر وسیله‌ای حیاتی برای ادامه بقای کل یک خانواده باشد.

#### اجزای فرهنگ
- باورها: مجموعه‌ای از فرایندهای ذهنی هستند که در دانش و برآورد فرد نسبت به کالاها و خدمات مؤثرند.
- ارزش‌ها: شاخص‌هایی ذهنی هستند که مشتریان از آن‌ها برای تشخیص رفتار مناسب از آن‌ها استفاده می‌کنند. ارزش‌ها معمولاً در طول زمان پایدار هستند و از سوی اکثر اعضای یک بازار معین مورد قبول قرار می‌گیرند.
- رسوم: مدل‌های آشکار رفتاری در افراد هستند که به صورت توافقی و مورد قبول در موقعیت‌های خاص از افراد بروز می‌کنند. رسم و رسوم در هنگام رویدادهای مهم زندگی افراد قابل مشاهده‌اند. برای مثال هنگام تولد، ازدواج، مرگ یا رویدادهای مهم سال مثل عید نوروز، ماه رمضان، روز مادر و…[۸]

#### عوامل تٱثیرگذار بر فرهنگ

عوامل تٱثیرگذار بر فرهنگ.

در شناخت فرهنگ تمامی جنبه‌های آن باید مورد مطالعه قرار گیرد. مطالعه فرهنگ مستلزم بررسی عوامل زیر است:
- فناوری و فرهنگ مادی
- سازمان‌ها و نهادهای اجتماعی
- تحصیلات
- ارزش‌ها و طرز فکر
- مذهب
- زبان
- زیبایی‌شناسی
- قوانین و سیاست.

#### الگوی چهاربعدی هافستد
گرد هافستد، نویسنده و محقق تٱثیرگذار و معروف در زمینه فرهنگ ملی و سازمانی، در مطالعاتش پی به این نکته می‌برد که در دنیا فرهنگ‌های ملی و منطقه‌ای وجود دارند که تٱثیرات عمده‌ای بر رفتار سازمان‌ها و شرکت‌ها و مصرف‌کنندگان دارند. وی تفاوت‌های فرهنگی جامعه‌های مختلف را ناشی از چهار بعد اصلی می‌داند:
- فردگرایی در مقابل جمع‌گرایی: آیا افراد یک جامعه ترجیح می‌دهند مسئولیت‌های فردی متقبل شوند یا بیشتر جمعی و گروهی؟
- فاصله قدرت: آیا فاصله قدرت در یک جامعه کم است یا زیاد؟ برای مثال، در کشورهای عربی و ایران فاصله قدرت بسیار بیشتر است از آمریکا و کشورهای اروپایی.
- پرهیز از عدم‌اطمینان: به‌طور کلی کشورهایی که پرهیز از عدم اطمینان در آن‌ها بیشتر است قانونمندتر هستند و کارمندان ترجیح می‌دهند مدت طولانی‌تری در کنار کارفرماهای خود بمانند.
- مردسالاری در مقابل زن‌سالاری: نشانگر صفات خاص در فرهنگ‌های مختلف است. مردسالاری بیشتر همراه با رقابتی بودن، جاه‌طلبی، جمع‌آوری مادیات و … است در صورتی که زن‌سالاری بیشتر توجه به روابط فردی و کیفیت زندگی دارد.

در نهایت می‌توان گفت، بین فرهنگ جامعه و بازاریابی ارتباط مستقیم وجود دارد. به بیان دیگر، توفیق بازاریابی بین‌المللی در این است که تصمیمات بازاریابی با معیارهای فرهنگی جوامع مطابقت داشته باشد و این معیارها ملاک رد یا قبول بازاریابی است.

### محیط سیاسی/حقوقی
کشورهای مختلف بر حسب شرایط داخلی، نوع حکومت، مسائل و مشکلات خود، نگرش‌ها و سیاست‌های متفاوتی نسبت به شرکت‌های خارجی که در کشورشان فعالیت تجاری می‌کنند دارند. بازاریابی بین‌المللی باید شرایط مختلف سیاسی و قانونی کشورهای هدف را مورد ارزیابی قرار داده و استراتژی متناسب با آن را طراحی کند.
برای مثال شرکت‌های آمریکایی برای فعالیت در برخی کشورهای آمریکای جنوبی و نیز ایران، به خاطر روابط سیاسی نه چندان مناسب میان این کشورها و کشورشان، شانس کمتری برای ورود به این بازارها دارند یا در صورت وارد شدن متحمل ریسک بیشتری هستند.
وضعیت سیاسی با ثبات و بی‌خطر برای هر بازاریابی شرایط آرمانی است. باثبات از این جهت که با بر سر کار آمدن دولت جدید رویه‌های جاری حفظ گردد و بی‌خطر بودن به معنی شرایط مناسب برای شرکت خارجی برای ورود به بازارهای کشور و امکان ادامهٔ فعالیت آزادانه آن.
راهبردهایی نیز وجود دارند که شرکت‌ها را در کاهش ریسک سیاسی‌شان کمک می‌کنند. برخی از این راهبردها عبارتند از تجارت و سرمایه‌گذاری مشترک با اتباع و شرکت‌های داخلی، اعطای حق امتیاز، محلی‌سازی که به معنی واگذاری سهام به افراد داخلی، استفاده از مدیران داخلی یا توسعه صنایع داخلی وابسته‌است و در نهایت ایجاد ذهنیت مطلوب با استفاده از روابط عمومی درست، مؤثر و صادقانه.
نظام قوانین کشورها نیز در ترسیم محیط حقوقی باید کاملاً مورد بررسی قرار گیرند. با جود تفاوت‌های فراوان در نظام حقوقی کشورها، می‌توان آن‌ها را به چهار نوع کلی تقسیم کرد:
- قوانین اسلامی، منبع اصلی آن تفسیر قرآن
- قوانین مدنی
- قوانین عرف، مبتنی بر سنت و عملکرد گذشته
- قوانین سوسیالیستی، نشٱت گرفته از نظریه‌های مارکسیستی[۱۰]

## استراتژی‌های ورود به بازارها
برنامه‌ریزی چگونگی ورود به یک بازار هدف برای ارائهٔ کالا و خدمات یک شرکت را استراتژی ورود به بازارها می‌نامند.

### استراتژی‌های ورود
طبق یک طبقه‌بندی، استراتژی‌های ورود به دو دستهٔ سرمایه‌گذاری مستقیم و سرمایه‌گذاری غیر مستقیم قابل تقسیم هستند.

#### سرمایه‌گذاری مستقیم
- ایجاد واحد تولید
- سرمایه‌گذاری مشترک

#### سرمایه‌گذاری غیر مستقیم
- استراتژی صادرات
- واگذاری حق امتیاز
- اعطای نمایندگی

انتخاب هر یک از این استراتژی‌ها ویژگی‌های خاص خود را داراست. میزان ریسک شرکت، میزان سرمایه‌گذاری، هزینه‌های ثابت و متغیر، هزینه‌های تمام‌شده و سهم‌بازار از جمله متغیرهایی هستند که با انتخاب هر استراتژی ورود تغییر می‌کنند.
بازاریابان بین‌المللی با توجه به شرایط بازار هدف، پتانسیل و موقعیت شرکت در بازار و استراتژی کلی شرکت، یک یا چند استراتژی ورود را انتخاب می‌کنند. انتخاب زیرکانه و درست، می‌تواند حضور موفقیت‌آمیز و پایدار شرکت در بازار را تضمین کند و به مزیت رقابتی شرکت تبدیل گردد.

## آمیخته بازاریابی

### کالا و خدمات
بسیاری از متخصصان بازاریابی بین‌المللی به استراتژی کالا و خدمات تعدیل شده معتقدند. این استراتژی بر ویژگی‌های خاص و منحصربه‌فرد کالا و خدمات برای بازارهای مختلف تأکید دارد. این تغییرات را می‌توان در خود کالا به وجود آورد. مانند تغییرات در بسته‌بندی، تغییرات در خصوصیات ظاهری کالا از قبیل رنگ، بو، اندازه و … که بر اساس مد، سلیقه یا سبک زندگی افراد کشورهای متفاوت صورت می‌گیرد. همچنین این تغییرات می‌توانند در خدمات همراه کالا، که شامل گارانتی، نحوه توزیع یا مستندات همراه کالا به وجود بیآیند.
در بازاریابیِ خدمات، امر تعدیل بسیار برجسته‌تر و حائز اهمیت‌تر از کالاهای ملموس است. برای مثال در آمریکا و کشورهای اروپایی سرعت خدمات برای مشتریان از اهمیت بالایی برخوردار است در صورتی که در کشورهای سنتی‌تر تقابل افراد، فروشنده و مشتری، بسیار مهم‌تر به نظر می‌رسد.
استراتژی کالای جهانی طیف مقابل استراتژی تعدیل است. در این استراتژی کالا در تمام کشورهای جهان یکنواخت است. در صورت امکان اجرا، این استراتژی می‌تواند مزایای زیادی برای شرکت داشته باشد. از جمله سودآوری بیشتر با تولید انبوه، امکان برنامه‌ریزی و کنترل مؤثرتر، هزینه تولید پایین‌تر و از این قبیل.

#### دوره عمر کالای بین‌المللی
مصرف‌کنندگان در کشورهای مختلف، از نظر سرعت قبول کالاهای جدید با هم کاملاً متفاوت هستند. این امر می‌تواند ناشی از تفاوت در درآمد افراد یا طرز فکر آن‌ها نسبت به کالاهای جدید در کشورهای مختلف باشد. به همین دلیل کالای جدید پس از اشباع کردن یک بازار خاص می‌تواند در بازارهای دیگر به رشد خود ادامه دهد. مثال ساده از این قبیل کالاها می‌توان به اتومبیل پژو ۲۰۶ فرانسه در ایران اشاره کرد.

#### نام‌گذاری کالا
به دلیل اینکه نام کالا ریشه عمیق در زبان و فرهنگ دارد، نام‌گذاری کالا می‌تواند جهانی یا محلی باشد. کوکاکولا اسمی است که در اکثر زبان‌ها یک تلفظ و معنی را دارد. اما شرکت آمریکارد که قصد داشت کارت اعتباری خود را به بیش از ۲۰ کشور ارائه کند، در سال ۱۹۷۷ نام خود را به ویزا تغییر داد که تقریباً در همه‌جا معنی یکسانی دارد.

#### معرفی کالای جدید
همگانی شدن یک نوآوری جدید نیز در یک جامعه به عوامل مختلفی وابسته‌است. برای مثال میکروویو در دهه ۵۰ میلادی در آمریکا اختراع شد اما همگانی شدن و به اصطلاح جا افتادن این کالا در اواخر دهه ۷۰ و اوایل ۸۰ اتفاق افتاد.
عواملی مانند مزیت نسبی کالا نسبت به قبل، سازگاری کالا، پیچیدگی استفاده از کالا یا قابل مشاهده بودن کاربرد آن توسط دیگران عواملی هستند که در جا افتادن و پخش یک نوآوری جدید بسیار موثرند.
توجه به این عوامل برای شرکت‌های پیش‌رو و نوآور در بازاریابی بین‌المللی شان بسیار حائز اهمیت به نظر می‌رسد.

### ترفیع
عملیات ترفیع فروش به مجموعهٔ برنامه‌های ارتباطی شرکت با مصرف‌کنندگان گفته می‌شود که شامل پنج ابزار تبلیغات، فروش شخصی، پیشبرد فروش، روابط عمومی و بازاریابی مستقیم است.
به زبان ساده، ترفیع در واقع برقراری ارتباط با مشتریان است و هدف نهایی آن ترغیب و قانع ساختن آن‌ها برای خرید مداوم. بازاریابی سعی می‌کند با استفاده از ابزار مختلف ترفیع، ذهن مشتریان را نسبت به محصول به ویژه نشان تجاری و موقعیت آن آگاه سازد. علاوه بر این مشخص کند به چه دلیل مشتریان باید محصولات شرکت را خریداری کنند.

#### موانع فرایند ارتباطات بین‌المللی
- موانع زبانی: تبلیغات شرکت باید به زبان‌های مختلف ترجمه شوند. نه تنها به زبان‌های اصلی، بلکه به گویش‌ها و لهجه‌های محلی که در هر جای دنیا مورد استفاده قرار می‌گیرند.
- موانع فرهنگی: تفاوت‌های کوچک اما پیچیده در زبان‌های مختلف می‌توانند باعث شوند که یک شعار که برای مثال در یک زبان کاملاً جالب و جذب‌کننده‌است در زبان دیگر، اگر ترجمه واژه به واژه شود، کاملاً برعکس عمل کند.
- رسانه‌ها: سلیقه‌ها و عُرف تبلیغات کشورهای مختلف ممکن است کاملاً با هم متفاوت باشند. در برخی از کشورهای آمریکای جنوبی تبلیغات روزنامه‌ای بسیار مؤثرترند از تبلیغات تلویزیونی، اما در کشور آمریکا این‌چنین نیست.
- قوانین و محدودیت‌های تبلیغاتی: کشورهای مختلف قوانین کاملاً متفاوتی در این باره که چه تبلیغاتی مجاز هستند اعمال می‌کنند.

#### تبلیغات جهانی
در موفقیت استراتژی تبلیغات جهانی (یکسان برای همهٔ کشورها) چهار عامل مؤثر است:
1. محصولات یا خدمات در همه بازارها منافع یکسانی داشته باشند.
2. منحنی دوره عمر کالا در بازارهای مختلف در مراحل یکسانی باشد.
3. شرایط رقابتی در بازارها تقریباً یکی باشد.
4. قدمت و نام کالا در بازارها یکسان باشد.

در مجموع می‌توان گفت، تبلیغات جهانی به دلیل مقرون‌به‌صرفه بودن و هزینهٔ کمتر دارای مزایایی است اما به دلیل وجود تفاوت‌های فرهنگی تبلیغات محلی مؤثرتر و قابل قبول‌ترند.

### قیمت‌گذاری
قیمت کالاها و خدمات در بازاریابی به میزان پول یا بهایی که خریدار در مقابل دریافت آن‌ها حاضر به پرداخت است گفته می‌شود. قیمت‌گذاری در کنار کالا و خدمات، ترفیع و توزیع تنها بخشی از آمیختهٔ بازاریابی است که برای شرکت سودآور است و سه بخش دیگر برای شرکت هزینه‌بر هستند. همین امر باعث اهمیت‌یافتن هرچه بیشتر این عضو آمیختهٔ بازاریابی می‌گردد.

#### عوامل تٱثیرگذار بر قیمت‌گذاری بین‌المللی
- عوامل سازمانی: این عوامل شامل هزینهٔ تمام‌شده، هزینهٔ بسته‌بندی، هزینهٔ حمل و نقل، هزینهٔ گمرکی، مالیات، هزینه‌های عملیاتی، هزینهٔ کانال‌های توزیع و سایر هزینه‌ها می‌شوند.
- بازار: سطح درآمد افراد و وضعیت رقابت دو عامل اصلی این بخش هستند که در بازارهای مختلف متفاوتند.
- محیط: عواملی از قبیل تورم، نرخ ارز و مقررات کنترلی دولت‌ها در بازارهای مختلف بر قیمت‌گذاری تٱثیرگذارند.
- استراتژی شرکت: شرکت‌ها عموماً از سه سیاست قیمت‌گذاری که شامل قیمت نفوذی، پوششی و قیمت بازار است استفاده می‌کنند.

#### قیمت جهانی و قیمت‌های مختلف برای بازارهای مختلف
برخی از شرکت‌ها برای عرضهٔ محصولات خود در بازارهای مختلف به قیمت‌های پایین‌تر، از یک نام تجاری جدید استفاده می‌کنند. این سیاست باعث می‌شود که به نام تجاری اصلی شرکت لطمه‌ای وارد نگردد و نیز امکان بالا بردن قیمت نام تجاری اصلی نیز وجود دارد. شرکت سونی مارک جدید آیوا را برای بخشی از بازار که به دنبال قیمت پایین‌تر بود عرضه کرد؛ یا شرکت هوبلین که دو محصول با نام‌های متفاوت و قیمت‌های پایین‌تر از نوشابهٔ اصلی خود اسمیرنوف وارد بازار کرد و هم‌زمان قیمت اسمیرنوف را یک دلار افزایش داد.
قیمت یکسان جهانی نیز می‌تواند در راستای استراتژی‌های خاص شرکت‌های چندملیتی بکار گرفته شود.

### توزیع
در هر بازار، محصولات صنعتی و مصرفی باید از طریق کانالهای توزیع در اختیار مصرف‌کنندگان خود قرار گیرند. انتخاب بهترین کانال برای یک محصول خاص یک شرکت در بازاری خاص، سیاست توزیع شرکت نامیده می‌شود.
در هر کشور شبکه‌ای از کانال‌های توزیع وجود دارد که در کل، ساختار منحصربه‌فرد و ثابتی را تشکیل می‌دهد. بازاریابان بین‌المللی نیز مجبور به فعالیت در چهارچوب این ساختار می‌باشند.

#### ساختار توزیع بین‌المللی
ساختار سیستم توزیع هر کشور متٱثر از عواملی همچون مراحل رشد اقتصادی، سطح درآمد مصرف‌کنندگان، کیفیت تجهیزات زیربنایی، عوامل محیطی و نیز نظام حقوقی و قانونی آن کشور است. کانال‌های موجود در سیستم توزیع بین‌المللی به دو بخش کانال‌های کشور مبدٱ و کانال‌های کشور مقصد تقسیم می‌شوند.

#### استراتژی توزیع بین‌المللی
به زبان ساده، استراتژی توزیع بین‌المللی باید به این پرسش پاسخ دهد که در هر بازار، بهترین کانال توزیع کدام است. عوامل مؤثری که در انتخاب کانال باید مورد توجه قرار گیرند عبارتند از:
- پوشش اثربخش بازار هدف
- کنترل کافی بر عوامل کلیدی موفقیت شرکت از طریق کانال
- حداقل هزینه
- انعطاف‌پذیری کانال در صورت لزوم تغییرات
- سازگاری با فرهنگ و راهبردهای سازمان
- تٱثیر سرمایه لازم بر نقدینگی شرکت
- تداوم فعالیت کانال در صورت ترک پرسنل کلیدی
- کمک به رقابت

دارا بودن همهٔ این ویژگی‌ها برای یک کانال امر بسیار پیچیده و شاید غیرممکن است؛ بنابراین صرفه‌جویی در هزینه‌ها با بالاترین اثربخشی توازن خوبی برای این ۸ عامل می‌تواند باشد. برای مثال شرکت چند ملیتی و بین‌المللی دل که تولیدکننده کامپیوترهای شخصی، تجهیزات کامپیوتر و لپ‌تاپ است و در سال ۲۰۰۸ درآمدی بالغ بر بیش از ۶۱ میلیارد دلار داشته، به دلیل صرفه جویی در هزینه‌ها و ساده‌سازی توزیع خود، در تمام جهان تنها از طریق اینترنت و تلفن کالاها و خدمات خود را بفروش می‌رساند.